# Barranc de la Censada
El barranc de la Censada és un barranc del terme municipal de Castell de Mur, dins de l'antic terme de Mur, en territori de l'antiga caseria de Miravet.
Es forma a llevant del Corral de la Plana, des d'on davalla cap al sud-est, passa pel sud de la partida de Carboner, i en arribar al sud-oest del Vedat de Farmicó s'ajunta amb la llau de Farmicó per formar el barranc de la Mulla.